# 江红蕉
江红蕉（1898年—1972年），名铸，字镜心，江苏吴县人。近代小说家，鸳鸯蝴蝶派主要作家之一，笔名红蕉、老主顾等。他还是包天笑的内表弟，叶圣陶的妹夫。

## 生平
江红蕉1915年入读江苏省立第二师范学校，后辍学并前往浙江萧山，通过包天笑介绍下在时任萧山县沙田局局长毕倚虹手下任会计。期间受毕倚虹等人影响开始从事小说创作。后因读了江建霞《红蕉词》，便取“红蕉”为笔名。他曾在《礼拜六》、《半月》、《星期》、《快活》等杂志上发表小说，其中包括1922年至1923年间在包天笑《星期》周刊上连载的反映1921年上海信交风潮的长篇小说《交易所现形记》。其他主要作品还有《海上明月》、《大千世界》、《灰色眼镜》、《江南春雨记》、《续黑暗上海》等。此外他还主编过《新申报》附刊《小申报》、《家庭杂志》、《苏民报》等，并曾为1934年但杜宇导演的电影《人间仙子》作过编剧。
1972年文革期间，江红蕉撞车自尽。